# Attentat du 14 juillet 2016 à Nice
Pour les articles homonymes, voir Attentat de Nice.
L'attentat du 14 juillet 2016 à Nice est une attaque terroriste islamiste au camion-bélier, qui s'est déroulée à Nice (Alpes-Maritimes, France) dans la soirée du 14 juillet 2016 sur la promenade des Anglais.
Mohamed Lahouaiej-Bouhlel, un Tunisien domicilié à Nice, conduit à vive allure un camion poids lourd sur la Promenade sur près de deux kilomètres, en fonçant intentionnellement dans la foule, à l'issue du feu d'artifice donné à l'occasion de la fête nationale. L'attentat cause la mort de 86 personnes, fait 458 blessés et prend fin quand le terroriste est abattu par la police. L'attentat est revendiqué le 16 juillet par l'organisation terroriste État islamique (dite « Daech »), dans une déclaration qui « paraît être davantage une revendication de pure opportunité », selon les conclusions de l'enquête.

## Déroulement des faits

### Attentat
Le 14 juillet 2016 à Nice lors des festivités de la fête nationale française, un feu d'artifice se déroule de 22 heures à 22 h 20 et réunit près de 30 000 personnes. Vers 22 h 30, peu après la fin du feu d'artifice, un poids lourd blanc de dix-neuf tonnes (un camion de livraison Renault Midlum) provenant du quartier Magnan débouche sur la partie laissée libre de circulation de la promenade des Anglais, au niveau de l'hôpital Lenval.
Le chauffeur, filmé par des caméras de surveillance, est venu chercher son camion à vélo, avant de ranger celui-ci à l'arrière du véhicule. Il s'engage sur la promenade des Anglais, feux de circulation éteints, à 22 h 32. Sur 400 m, il prend de la vitesse, atteignant près de 90 km/h, afin de forcer, au niveau de l'intersection du boulevard Gambetta, le barrage policier (constitué d'une voiture de police, de barrières mobiles et de séparateurs de voies) qui délimite la partie de la promenade traditionnellement dévolue aux piétons le jour de la fête nationale, en montant sur le trottoir.
Une fois franchi ce barrage, le camion est filmé effectuant plusieurs embardées de droite à gauche en percutant la foule massée sur le trottoir sud (côté mer) et les trois voies de la chaussée sud de la promenade. Il essaie de rester le plus possible sur le trottoir afin d'y causer le maximum de victimes avant d'être confronté à des obstacles — dont un auvent de bus et une pergola — puis de revenir sur la chaussée. La course du véhicule est ralentie devant l'hôtel Negresco : Franck Terrier, un homme roulant en scooter aux côtés du camion, lâche alors son deux-roues pour le ralentir, puis s'accroche sur le marche-pied du camion pour tenter, en vain, d’entrer dans la cabine du chauffeur. Ils se battent dans la cabine du camion sur plusieurs centaines de mètres avant qu'il reçoive un coup de crosse sur la tête et tombe.

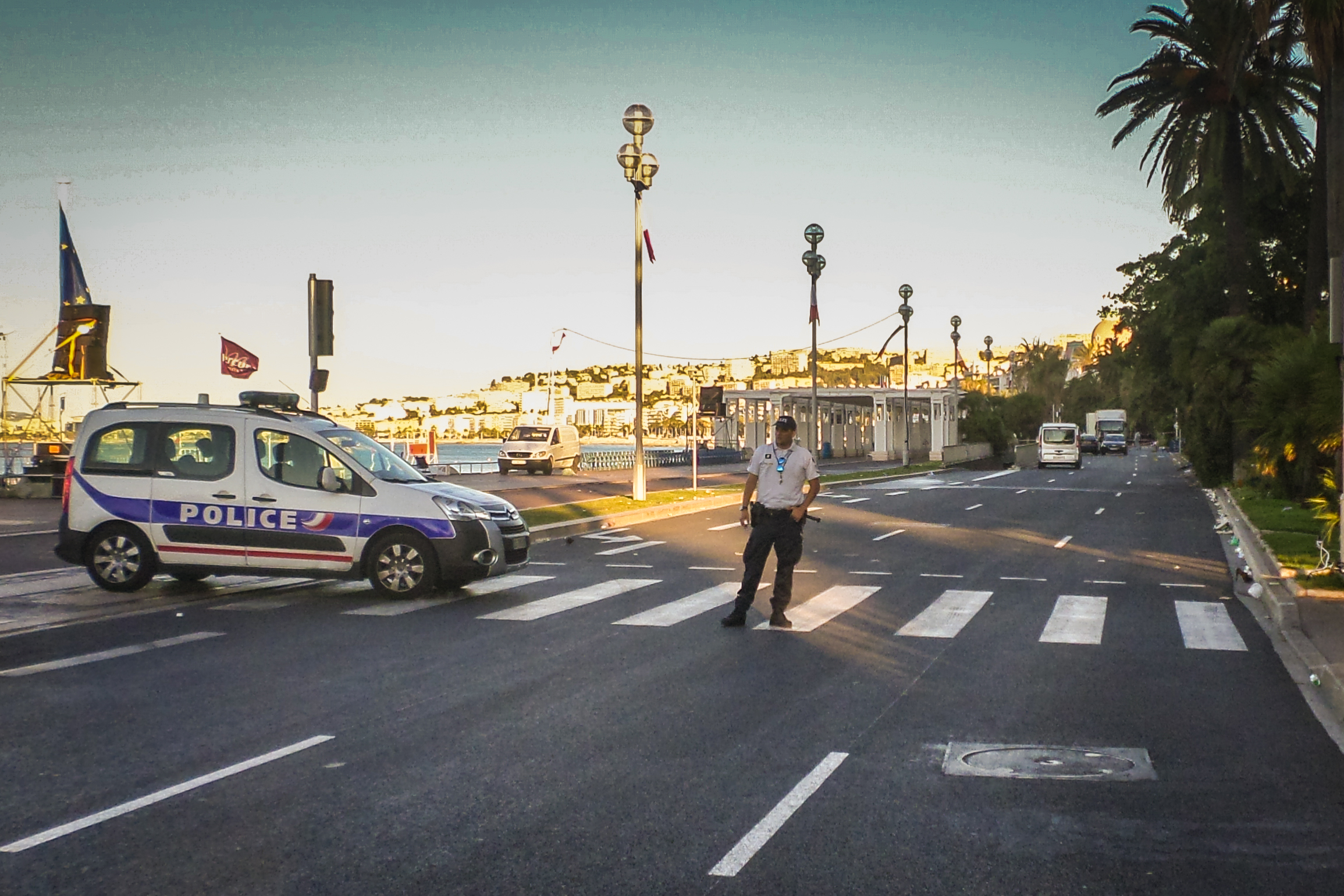
Le camion Renault Midlum arrêté (visible à l'arrière-plan) sur la promenade des Anglais, en face du palais de la Méditerranée, le 15 juillet 2016.

Le conducteur du camion tire à plusieurs reprises avec un pistolet de calibre 7,65 mm sur des agents de la Police nationale qui ripostent avec des Sig-Sauer 9 mm, le pourchassent et tentent de le neutraliser. Le camion fait encore 300 m pour s'arrêter à 22 h 50 face au palais de la Méditerranée (les pneus crevés et le pare-brise criblé de balles) où deux policiers de la Brigade spécialisée de terrain abattent le conducteur, mais ils craignent l'explosion soudaine d'une bombe éventuelle. La tuerie se déroule sur une distance de 1,7 km, entre les numéros 11 et 147, provoquant la mort de 86 personnes et suscitant un important mouvement de panique.
Certaines personnes se blessent en sautant sur la plage de galets plusieurs mètres en contrebas.

### Réactions immédiates
Le dispositif ORSEC et le plan Orsan sont rapidement déclenchés, le plan Vigipirate est rehaussé en « alerte-attentats » dans les Alpes-Maritimes,.
Le High Club, une discothèque sur la promenade des Anglais, et l'hôtel Negresco sont transformés en hôpitaux de campagne pour assurer le triage médical, et le palais de la Méditerranée fait office de PC de sécurité. Une cellule d'aide psychologique est mise en place au centre universitaire méditerranéen.
Sur place, quelques individus détroussent certaines victimes pour voler leurs effets personnels (téléphones portables, poupée de petite fille).

### Mode opératoire
Durant les trois jours qui précèdent, le terroriste effectue onze repérages sur la promenade des Anglais avec le camion, y compris en circulant sur le trottoir, le tout en étant filmé par la vidéosurveillance de la ville.
Le camion loué par le terroriste a pu circuler et rester garé près de la promenade des Anglais, alors que la circulation était en principe interdite un jour férié dans le centre-ville. Frédéric Gallois, ancien patron du GIGN, estime que les forces de l'ordre ont été confrontées à un « mode opératoire extrêmement difficile à contrer qui correspond aux consignes de l'État islamique ».
Ce mode opératoire utilisant un véhicule-bélier a déjà été utilisé par le passé, en France et dans plusieurs autres pays, dans des circonstances et pour des mobiles divers,.
Le mode opératoire employé présente aussi des similitudes avec ce message de propagande, diffusé en 2010 par une branche d'Al-Qaïda : « Utilisez un camion comme une tondeuse à gazon. Allez dans les endroits les plus densément peuplés et prenez le maximum de vitesse pour faire le plus de dégâts. Si vous avez accès à une arme à feu, utilisez-la pour finir le travail. » Ces similitudes suscitent des interrogations, quant à l'inspiration que le tueur aurait pu trouver dans ces recommandations.
Une telle utilisation de véhicules par des djihadistes a eu lieu en mai 2013 près de Londres lors du meurtre de Lee Rigby et en octobre 2014 au Québec lors de l'attentat de Saint-Jean-sur-Richelieu.

### Communication de crise
L'application système d'alerte et d'information des populations (SAIP) du gouvernement français signale cet attentat à 1 h 34 le 15 juillet, tandis que les réseaux sociaux, dont la fonctionnalité contrôle d'absence de danger Facebook, sont plus réactifs.

## Victimes

### Cibles
Les précédents attentats en France avaient eu pour cible les clients des commerces (années 1980), les usagers des transports (années 1990), les militaires et les juifs dont les enfants (2012), les journalistes accusés de blasphème, les policiers et les juifs (janvier 2015), les pratiquants de loisirs populaires (rencontre sportive, terrasses, concert) (novembre 2015), les militaires, les policiers et les prêtres et fidèles dans les églises (2015, 2016). D'autres attentats visent les Français à l'étranger, qu'ils soient militaires ou touristes[réf. souhaitée].
L'auteur de l'attentat a choisi le lieu emblématique de la métropole qu'il habitait. La date est celle de la fête nationale, mais aussi celle de la Prom Party (fête de la promenade des Anglais), un des plus grands projets de la mairie de Nice depuis quelques années, objet de campagnes de publicité nationale et internationale, notamment dans les magazines de compagnies aériennes.
Plus de trente victimes sont des touristes étrangers.

### Bilan humain
Au lendemain de l'attentat, le 15 juillet à 9 heures du matin, un bilan provisoire fait état de 84 morts, 18 personnes en urgence vitale absolue, 31 en urgence relative,. Le bilan est comparable à celui de l'attaque du Bataclan du 13 novembre 2015 qui fit 90 morts, et plusieurs centaines de blessés, mais où les terroristes étaient trois.
Le ministère de la Santé indique que 188 patients ont été pris en charge et, le 15 juillet dans l'après-midi, une cinquantaine de personnes sont encore entre la vie et la mort. Vers 17 h, le procureur de la République de Paris, François Molins, qui fait le point de l'enquête dans sa première conférence de presse, annonce un bilan provisoire de 84 morts (dont 13 enfants et adolescents) et 202 blessés de 18 nationalités différentes, dont 52 en état d'urgence absolue. L'évaluation officielle du nombre de blessés est ultérieurement revue à la hausse, à 458.
Pour leur rendre hommage, des mini biographies des victimes sont rendues publiques.
Le 17 juillet, le pronostic vital de 18 blessés est encore engagé (sur 85 personnes toujours hospitalisées). Au 21 juillet, le nombre de blessés au pronostic vital incertain est de 15. Le 4 août 2016, le bilan passe à 85 morts après le décès de Pierre Hattermann, 55 ans, originaire de Passy en Haute-Savoie. Son épouse et un de leurs enfants faisaient déjà partie des victimes au soir de l'attentat. Le 18 août, un autre blessé meurt des suites de l'attentat.
En mai 2018, le président de la République Emmanuel Macron rencontre dans son pays une victime australienne, qui demande que la personne lui étant venue en aide soit décorée pour sa bravoure.
Quelques aigrefins attirés par les indemnisations sont démasqués, tel un couple de Cannes, qui affirmait s'être trouvé près du stade de France le 13 novembre 2015 et avait escroqué le Fonds de garantie des victimes du terrorisme : les époux sont condamnés en décembre 2016 respectivement à six et trois ans de prison ferme par le tribunal correctionnel de Grasse, après avoir récidivé en prétendant avoir été sur la promenade des Anglais le 14 juillet. Soupçonné d'abus de confiance et d'escroquerie, l'ex-secrétaire général et cofondateur de l'association de victimes Promenade des Anges, est cité à comparaître le 19 juillet devant le tribunal correctionnel de Nice, pour avoir possiblement détourné 7 300 euros provenant de l'opération de solidarité Courir pour nos anges.

## Enquêtes

### Enquête judiciaire

#### Profil de l'auteur
Le conducteur du camion, identifié par ses papiers d'identité, sa carte bancaire et ses empreintes digitales retrouvées à l'intérieur du véhicule, se nomme Mohamed Salmène Lahouaiej-Bouhlel. Tunisien né à M'saken le 3 janvier 1985, il souffre selon son père d'une dépression entre 2000 et 2004 avant de quitter en 2005 la Tunisie pour la France où il épouse une Niçoise franco-tunisienne. Régularisant sa situation, il dispose d'une carte de résident.
Père de trois enfants, Lahouaiej-Bouhlel est décrit par divers témoins comme un mari violent.
Selon l'avocat de son épouse, il la frappait régulièrement et la harcelait psychologiquement. En instance de divorce, il avait dû quitter le domicile conjugal, pour s'installer route de Turin, dans le quartier des anciens abattoirs de Nice. Il exerce au moment des faits la profession de chauffeur-livreur pour une société « située dans une zone industrielle à Carros ».
Les recherches sur sa personnalité révèlent qu'il menait une vie sexuelle débridée, multipliant les conquêtes sexuelles féminines, mais aussi masculines : Le Parisien cite une source proche de l'enquête qui le qualifie d'« obsédé sexuel au regard des auditions de ses différents partenaires »,.
Divers témoins le décrivent comme peu religieux, buvant de l'alcool et mangeant du porc. Des musulmans du quartier disent ne jamais l'avoir vu à la mosquée et avoir eu l'impression d'un homme qui « se foutait de la religion ». Consommateur de drogues, il fréquentait par ailleurs assidûment des cours de salsa, où il s'était surtout fait remarquer comme un « dragueur lourd », au comportement parfois inquiétant.
Il est connu des services de police pour des faits de délinquance depuis 2010, son casier judiciaire comportant cinq condamnations pour violences, vols et dégradations, mais pas pour radicalisation, il ne fait pas partie des fichés S du département.
En janvier 2016, il percute des voitures avec sa camionnette de travail, probablement parce qu'il s'était endormi au volant. Placé à cette époque sous contrôle judiciaire, il écope le 24 mars d'une peine de six mois de prison avec sursis pour violence volontaire (commis avec une arme par destination, en l'occurrence une palette), lors d'une altercation en marge de cet accident de la route.

#### Complices possibles
- Aleksander H. Il est suspecté d'avoir fourni des armes au tueur. Il est arrêté le 17 décembre 2016. Il se suicide à la maison d'arrêt de Fleury-Mérogis le 8 juin 2018, trois jours après que sa détention provisoire a été prolongée[85], quelques jours avant que les poursuites à son encontre pour terrorisme ne soient abandonnées pour ne plus relever que du droit commun[86].
- Mohamed Oualid Ghraieb[87]
- Chokri Chafroud[87], inconnu des services de police au moment de l'attentat[88].
- Hamdi Zagar[87] : beau-frère du terroriste. Il est mis en examen et placé en détention provisoire le 1er août 2016 pour association de malfaiteurs en relation avec une entreprise terroriste criminelle[89]. Il est soupçonné d'avoir préparé un deuxième attentat à Nice pour le 15 août 2016[90].

#### Motivations
S'appuyant sur les témoignages des personnes mises en garde à vue, le ministre de l'Intérieur Bernard Cazeneuve évoque l'hypothèse d'une radicalisation « très rapide » du tueur.
Les auditions révèlent qu'environ deux semaines avant les faits, il avait abandonné alcool, femmes et salsa, s'était laissé pousser la barbe et avait commencé à tenir des propos extrémistes. Il avait également vidé son compte en une semaine et vendu sa voiture la veille du 14 juillet.
Cette hypothèse d'une radicalisation rapide semble être confirmée en octobre 2016 par de nouvelles informations relatives à la fréquentation de possibles islamistes radicaux, un an avant l'attentat.
Cependant, selon le dossier d’instruction consulté par Le Monde, aucun des mis en cause ne semble lié à la mouvance djihadiste, pas davantage que Mohamed Lahouaiej Bouhlel.

#### Préparation de l'attentat et préméditation
Mohamed Lahouaiej-Bouhlel semble avoir entamé des repérages à pied, dès l'été 2015 comme l'atteste un selfie pris le 15 août 2015 sur la promenade des Anglais, aux côtés du maire Christian Estrosi,.
Le 4 juillet 2016, Lahouaiej-Bouhlel loue un camion auprès d'une agence de location de véhicules de Saint-Laurent-du-Var et le récupère le 11 juillet. D'après le quotidien Libération, il a besoin d'un permis poids lourds « C » — qu'il possédait de par son activité professionnelle —, d'une carte de conducteur, d'un chèque de caution de 1 600 euros et de prépayer la location avant de prendre le volant. Dès juillet 2016, l’enquête montre que Mohamed Lahouaiej-Bouhlel effectue trois retraits de 500 euros sur son compte en banque et vend sa voiture la veille de l’attentat.
Malgré l'arrêté municipal interdisant la circulation sur la promenade des Anglais aux véhicules de plus de 3,5 tonnes, le camion blanc de 19 tonnes conduit par Lahouaiej-Bouhlel est filmé une première fois le 11 juillet peu avant 10 h par la caméra no 173 du centre municipal de supervision urbain, alors que son conducteur effectue des repérages. Il circule sur la promenade des Anglais, feux de détresse allumés, monte sur le trottoir bordant la mer, fait mine de se garer, repart, puis effectue même un demi-tour, toujours sur le trottoir, avant de repartir en sens inverse.
En trois jours, le camion est filmé sur cette voie à onze reprises et manœuvre sur le trottoir de la promenade des Anglais à trois reprises, pendant une trentaine de minutes cumulées sans susciter d'intervention de la police municipale, qui ne lance aucune enquête, selon un procès-verbal d'enquête de la Sous-direction anti-terroriste révélé par la revue en ligne Mediapart fin décembre 2016.
Lahouaiej-Bouhlel omet de restituer le véhicule à l'agence de location à la date prévue du 13 juillet. Le 14 juillet à 19 h 25, Lahouaiej-Bouhlel se prend en photo, encore sous une pergola de la promenade des Anglais, avant de se diriger vers son camion.

#### Investigations judiciaires
Une fois le crime commis, la cellule de crise de la section antiterroriste du parquet de Paris est activée et le parquet de Paris se saisit d'une enquête pour « assassinats et tentatives d'assassinats en bande organisée en lien avec une entreprise terroriste », « tentatives d'assassinat sur personnes dépositaires de l'autorité publique » et « association de malfaiteurs terroristes en vue de préparer des crimes d'atteintes aux personnes ».
Les investigations sont confiées aux services de la direction centrale de la police judiciaire (DCPJ) et de la direction générale de la Sécurité intérieure (DGSI),.
Des armes factices (un deuxième pistolet en plus du pistolet automatique de calibre 7,65 mm, deux répliques de fusils d'assaut kalachnikov et M16 ainsi qu'une grenade percée), sont trouvées à l'intérieur de la cabine. Sont également découverts des cartouches percutées et des cartouches non percutées, un téléphone portable et des documents. Des témoins ont entendu le terroriste crier plusieurs fois « Allahu akbar ».
Dès le 15 juillet vers 9 h 30, la police mène des perquisitions rue de Turin, au domicile de l'auteur de l'attaque et, ailleurs dans Nice, au logement de son épouse, dont il a été exclu en 2012 pour des faits de violence conjugale.
Divers matériels informatiques et de téléphonie sont saisis mais aucune arme et aucun explosif ne sont retrouvés. Son épouse est placée en garde à vue à 11 h, mais rapidement mise hors de cause. En fin d'après-midi, une nouvelle personne de l'entourage du criminel est mise en garde à vue et le 16 juillet entre 6 h et 7 h, trois autres hommes sont également placés en garde à vue.
Le 17 juillet, deux nouvelles interpellations ont lieu dans l'entourage du tueur. L'exploitation de son téléphone portable montre qu'il a envoyé le 14 juillet à 22 h 27 le SMS « amène plus d'armes, amènes en 5 à C. », à l'un des gardés à vue.
Le 21 juillet, cinq suspects (un couple d’Albanais – Artan Henaj, 38 ans et Enkeledgia Zace, 42 ans ; Ramzi Arefa, un Franco-Tunisien de 21 ans né à Nice ; Chokri Chafroud, un Tunisien de 37 ans né à Sousse ; Mohamed Oualid Ghraieb, un Franco-Tunisien de 40 ans) sont déférés au palais de justice en vue de mises en examen pour association de malfaiteurs terroriste criminelle, après leur garde à vue à la Sous-direction anti-terroriste. Artan Henaj, Enkeledja Zace et Ramzi Arefa sont tous trois suspectés d'avoir fourni un pistolet au tueur, sans avoir forcément eu connaissance de son projet. Ces personnes soupçonnées de lui avoir fourni un soutien ou une arme sont placées en détention provisoire,.
Le 25 juillet 2016, Hamdi Zagar, 36 ans, est interpellé. Le suspect était une connaissance de Mohamed Lahouaiej-Bouhlel depuis environ un an et apparaît notamment sur un selfie avec celui-ci devant le camion, il est de ce fait soupçonné d'avoir été informé du projet de l'attentat. Ce dernier est mis en examen et placé en détention provisoire le 1er août 2016 pour association de malfaiteurs en relation avec une entreprise terroriste criminelle.
Le 16 décembre 2016, trois hommes interpellés le 12 décembre, et suspectés d'avoir joué un rôle dans la fourniture d'armes à Mohamed Lahouaiej Bouhlel, sont mis en examen et placés en détention provisoire. Un homme de 31 ans né en Tunisie est mis en examen pour « association de malfaiteurs terroriste criminelle ». Il est soupçonné d'avoir joué le rôle d'intermédiaire entre le couple d'Albanais et Ramzi Arefa. Les deux autres, âgés de 24 et 36 ans, sont mis en examen pour « complicité d'association de malfaiteurs terroriste criminelle » et « infraction à la législation sur les armes en relation avec une entreprise terroriste ». Né en Albanie et cousin d'Artan Henaj, l'homme de 24 ans est suspecté d'être impliqué dans une transaction liée à une kalachnikov. Le rôle d'un des premiers mis en examen, Chokri Chafroud, apparaît aux enquêteurs comme « un mentor influent sur la personnalité instable de son ami ». Le 4 avril 2016, il avait envoyé à Mohamed Lahouaiej-Bouhlel un message lui suggérant : « Charge le camion, mets dedans 2 000 tonnes de fer (…) coupe-lui les freins mon ami et moi je regarde. » À ce stade des investigations, rien ne permet d'établir que l'attaque de Nice ait été téléguidée depuis les zones tenues par l'État islamique,.

#### Contexte
Dans un contexte de recrudescence d'attentats djihadistes, Patrick Calvar, directeur général de la Sécurité intérieure, dans son audition le 24 mai 2016 à huis clos devant la commission d'enquête parlementaire sur les attentats de 2015, a prévu de la part des mouvements terroristes des modes opératoires qui évitent de sacrifier trop de leurs combattants tout en créant le maximum de dégâts, citant notamment l'emploi de voitures piégées.
Abou Mohammed al-Adnani, porte-parole de l'État islamique, déclare dans un message audio diffusé en septembre 2014 : « Si vous ne pouvez pas trouver d'engin explosif ou de munition, alors isolez l'Américain infidèle, le Français infidèle, ou n'importe lequel de ses alliés. Écrasez-lui la tête à coups de pierre, tuez-le avec un couteau, renversez-le avec votre voiture, jetez-le dans le vide, étouffez-le ou empoisonnez-le ».
Le 1er janvier 2016, un homme fonce sur des militaires patrouillant dans le cadre de l'Opération Sentinelle sur le parking de la mosquée de Valence, contraignant ces derniers à riposter après sommations d'usage et le blessant grièvement. Toutefois, la piste terroriste a été écartée par les enquêteurs.
Selon l'analyse des spécialistes de l'islam, du Moyen-Orient et du terrorisme William McCants (en) et Christopher Meserole, « quatre des cinq pays où le niveau de radicalisation est le plus élevé dans le monde sont francophones, y compris les deux premiers d'Europe (la France et la Belgique) ».
Leurs travaux soulignent surtout que la culture politique française ne serait pas adaptée à la lutte contre le terrorisme, avec une laïcité cristallisant souvent des conflits inutiles autour des signes ostentatoires religieux dans l'espace public (voir les affaires du voile islamique) et que le grand nombre de jeunes chômeurs urbains est un terreau fertile de radicalisation et de recrutement djihadiste.

### Annonce
Le 16 juillet 2016 au matin, l'État islamique revendique via Telegram cette attaque par l'organe de propagande et de communication Amaq liée au groupe djihadiste. Mohamed Lahouaiej-Bouhlel est qualifié de « soldat » et l'agence déclare qu'il « a mené l’opération d'écrasement en réponse aux appels à viser les ressortissants des pays de la coalition »,,.
Le jour même, selon une source proche de l'enquête, le ministère de l'Intérieur a bien pris acte de la revendication, mais cherche à l'authentifier.

#### Questions autour de la revendication
Plusieurs médias s'interrogent sur l'éventuel caractère opportuniste de cette revendication,,. D'autres sources comme le criminologue Alain Bauer et le journaliste spécialisé David Thomson, cité par Le Monde, soulignent que l'État islamique n'a jusqu'à présent jamais publié de revendication gratuite, même dans le cas où cela aurait pu servir sa propagande,. Pour le journaliste Wassim Nasr, spécialiste pour France 24 du djihadisme, les cas de radicalisation rapide ne sont pas exceptionnels. Pour autant, le ministre de l'Intérieur déclare le 18 juillet à l'antenne de RTL : « Il faut savoir maintenant quels sont les liens entre celui qui a commis cet attentat abject et les réseaux terroristes. Pour l’instant ces liens n’ont pas été établis par l’enquête ».
Le procureur François Molins, en rappelant les éléments de l'enquête lors de sa conférence de presse du 18 juillet, précise néanmoins que le tueur avait un « intérêt certain pour la mouvance djihadiste ». Il indique que du 1er au 13 juillet, Mohamed Lahouaiej-Bouhlel a visionné « quasi quotidiennement des vidéos de sourates du Coran et des anachîd, ces chants religieux utilisés par la propagande de l'État islamique » et que des photos « de cadavres, de combattants de l'EI arborant le drapeau de l’organisation, des couvertures de Charlie Hebdo, des portraits de Ben Laden et de Mokhtar Belmokhtar » ont été retrouvés dans son ordinateur.
Selon Europe 1, le 18 juillet au début de l'enquête, « si Mohamed Lahouaiej-Bouhlel avait bien un lien avec l'Etat islamique, cela n'avait en fait rien à voir avec la religion » et « l'hypothèse privilégiée par les enquêteurs reste donc celle d'un homme qui aurait trouvé, grâce à la propagande de l’État islamique, un mode opératoire et une raison d'assouvir ses pulsions sanglantes ». Cependant, Europe 1, à la suite de l'enquête, confirme le 27 juillet le lien idéologique peut-être indirect avec l'EI et « le caractère prémédité » de l'attentat. « Même si aucun lien n'a encore été établi à ce stade de l'enquête entre Mohamed Lahouaiej-Bouhlel et l'organisation État islamique, les résultats de l'exploitation de l'ordinateur de ce Tunisien de 31 ans viennent étayer la thèse d'un individu s'étant radicalisé "très rapidement" ».
Les interrogations sur la nature potentiellement opportuniste de la revendication ressurgissent à l'occasion de la Fusillade de Las Vegas, revendiquée le 2 octobre 2017 par l'EI. Jugée peu crédible a priori, cette nouvelle revendication sans « preuve » suscite de nouvelles interrogations sur la réalité des liens entre l'EI et les auteurs des attentats revendiqués depuis celui de Nice.
En juillet 2019, l'Association française des victimes du terrorisme se porte partie civile, afin d'obtenir l'audition de deux djihadistes français qui combattaient pour l'EI et alors détenus qui se sont exprimés au sujet de l'attentat. Selon Guillaume Denoix de Saint-Marc, directeur de l'AFVT, « s'il s'avérait qu'Adrien Guihal ou Jonathan Geffroy avaient eu une connaissance préalable de l'attentat de Nice, cela changerait la donne dans ce dossier ».
Le président du Centre d'analyse du terrorisme Jean-Charles Brisard assure avoir pu établir un lien entre Daesh et l'attentat, lorsqu'il a pu se rendre au nord-est de la Syrie et être au contact avec les forces kurdes.

### Affaire du faux avocat
Peu de temps après le massacre, Me Corentin Delobel affirme être l’ancien avocat commis d'office de Mohamed Lahouaiej-Bouhlel dans une affaire antérieure. Interrogé par de nombreux médias, il invente de toutes pièces le profil du meurtrier. Risquant des poursuites disciplinaires du Conseil de l'Ordre des avocats, il appelle le bâtonnier de Nice pour lui avouer qu’il s’est trompé le 16 juillet 2016 après-midi. Néanmoins, il accorde au moins un nouvel entretien au sujet de Mohamed Lahouaiej-Bouhlel.
Le 20 juillet 2016, l’avocat fait une tentative de suicide, alors qu'il était convoqué par le bâtonnier. Les motivations de cette imposture et de cette tentative de suicide restent inconnues.

## Contexte sécuritaire
Le matin précédant l'attentat, lors de l'allocution présidentielle télévisée suivant le défilé militaire, le président de la République François Hollande annonçait la fin prochaine de l'état d'urgence, mis en place après les attentats du 13 novembre 2015 et prolongé à trois reprises (le 20 novembre, le 16 février et le 19 mai) pour une fin prévue au 26 juillet 2016, après le Tour de France.

### Contexte local
Nice est la ville du djihadiste Omar Diaby, l'un des plus importants recruteurs de djihadistes pour la Syrie, où sont partis plus d'une centaine de Niçois, ce qui en fait une des villes les plus touchées de France,.
La ville avait déjà été ciblée par la menace djihadiste quelques semaines après les attentats de janvier 2015 à Charlie Hebdo et à l'Hyper Cacher situé à Porte de Vincennes : le 3 février 2015, Moussa Coulibaly, originaire de la banlieue parisienne, agresse au couteau trois militaires qui montaient la garde devant un centre communautaire juif à Nice.
Dès 2014, un projet d'attentat très avancé et évité de justesse visait le carnaval de Nice. Arrêté en février 2014 à Mandelieu-la-Napoule (Alpes-Maritimes) alors qu'il venait de passer quinze mois en Syrie, le jeune Franco-Algérien Ibrahim Boudina aurait planifié un attentat à l'explosif visant le carnaval qui devait débuter deux jours plus tard, en s'inspirant du Double attentat du marathon 2013 de Boston (3 morts et plus de 250 blessés). Les perquisitions permettent la saisie de trois canettes remplies de TATP, capables de produire l'effet de plusieurs dizaines de grenades.

### Réponse sécuritaire intérieure
Dans son allocution télévisée prononcée peu avant 4 h le 15 juillet 2016, le président François Hollande annonce le rappel de la réserve opérationnelle et la demande de prolongation de l'état d'urgence, qui devait normalement expirer le 26 juillet 2016, pour trois mois. Le 16 juillet, le ministre de l'intérieur Bernard Cazeneuve appelle « tous les citoyens patriotes qui le souhaitent » à rejoindre la réserve opérationnelle. Dans la nuit du 19 au 20 juillet, l'Assemblée nationale vote la prolongation de l'état d'urgence pour six mois, au lieu des trois mois annoncés par le président, par 489 voix pour, 26 oppositions et 4 abstentions.

### Réponse militaire extérieure
Le 15 juillet 2016, le président François Hollande annonce l'intensification des frappes aériennes contre l'État islamique en Syrie et en Irak alors que l'attentat n'a pas encore été revendiqué par l'État islamique, qui ne le fera que le lendemain.

## Réactions

### Réactions nationales

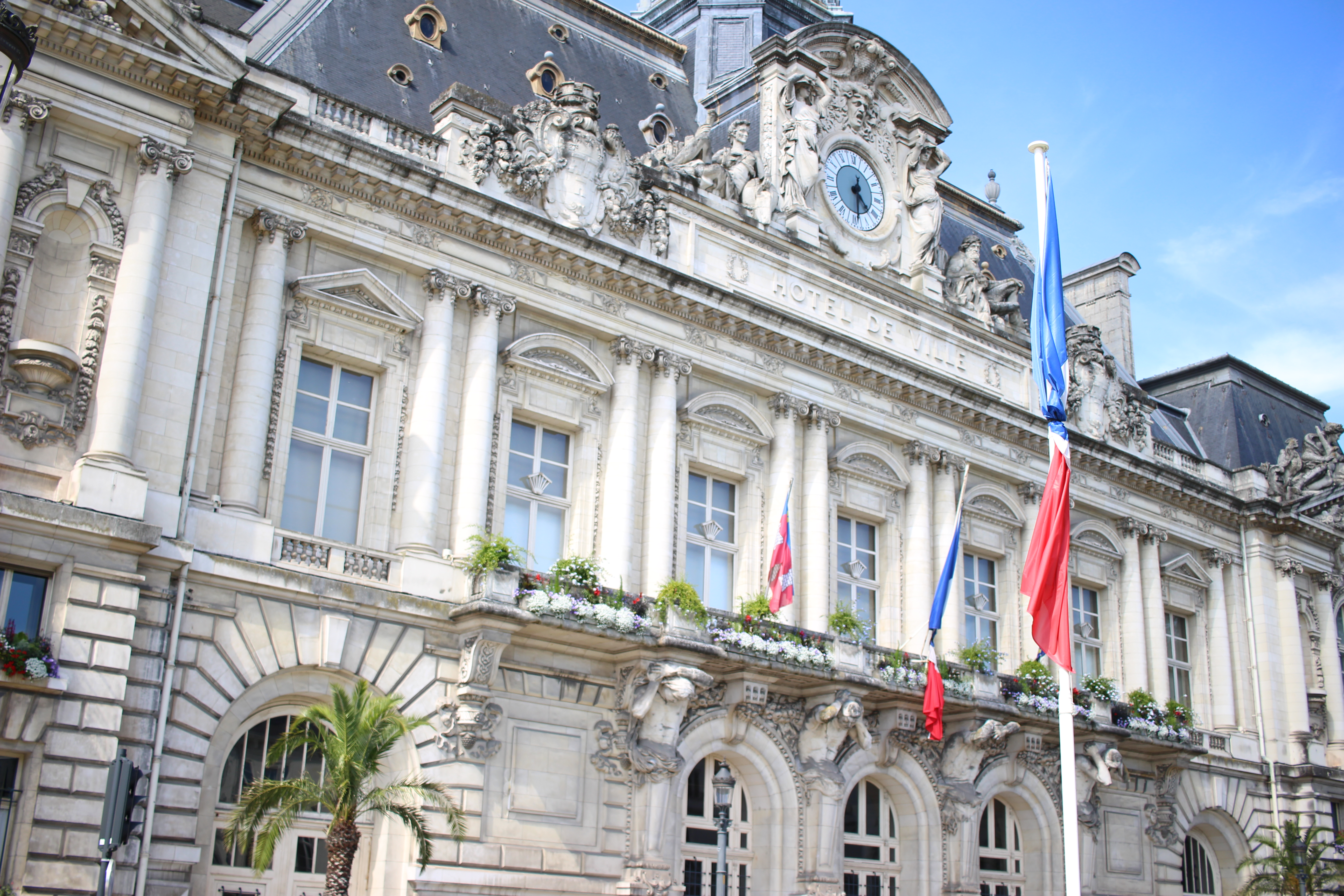
Drapeaux en berne à Tours à la suite de l'attentat.

#### Réactions des autorités
Le président de la République François Hollande, qui se trouvait à Avignon, rentre à Paris, et se rend à la cellule interministérielle de crise où l'attend le Premier ministre Manuel Valls, alors que le ministre de l'Intérieur Bernard Cazeneuve se rend à Nice dans la nuit. Un conseil restreint de Sécurité et de Défense se tient le 15 juillet 2016 à 9 h. Il déclare ensuite dans une allocution que « c'est toute la France qui est sous la menace du terrorisme islamiste » et « nous devons tout faire pour (…) lutter contre le fléau du terrorisme ».
Le Premier ministre Manuel Valls annonce, au nom du président de la République, trois jours de deuil national à compter du 16 juillet 2016.

#### Réactions des politiques
Selon Georges Fenech, président LR de la commission d'enquête parlementaire sur les attentats du 13 novembre 2015 et qui venait de rendre son rapport : « J'entends aujourd'hui l'annonce de quelques mesures par le président de la République, notamment l'état d'urgence. Mais on voit bien que l'état d'urgence, qui est en ce moment appliqué, n'empêche pas ces actions. Il nous annonce aussi un renforcement de Sentinelle. Notre rapport pose la question de la pertinence de la force Sentinelle. Souvenez-vous qu'elle était présente devant le Bataclan et qu'aucun ordre ne lui a été donné pour ouvrir le feu. Tout ça nous paraît être en deçà de ce que nous devons faire aujourd'hui. Il faut véritablement passer à la vitesse supérieure ».
Fenech plaide pour un « Guantánamo à la française ». Selon Sébastien Pietrasanta, rapporteur PS de la même commission d'enquête parlementaire, la France est une «cible molle (en)» occidentale (les « cibles molles » sont des zones d'habitation, des zones commerciales ou encore des quartiers d'affaires), au contraire d'une « cible dure » (zones protégées).
L'attentat de Nice intervient moins d'un an avant l'élection présidentielle de 2017 et est sujet à débat entre les différents partis politiques français. À droite et entre autres chez Les Républicains, la politique de François Hollande qui a appelé à l'« unité nationale » est mise en cause. Il est notamment critiqué pour avoir annoncé, quelques heures avant l'attentat de Nice, la fin de l'état d'urgence. L'ex-maire de Nice Christian Estrosi reproche au gouvernement son manque d'action et s'interroge sur la facilité avec laquelle le camion a pu forcer le barrage. Le 15 juillet 2016, Nicolas Sarkozy déclare lors d'un entretien : « on ne va pas tous les six mois revenir pour pleurer des victimes, donc il y a un moment, qui va venir bientôt, où il va falloir dire les choses, non pas pour les dire mais pour les faire ». La réaction du député LR des Yvelines Henri Guaino, qui affirme le 15 juillet à l'antenne de la radio RTL qu'« il suffit de mettre un militaire avec un lance-roquettes à l'entrée de la promenade des Anglais et il arrêtera un camion de 15 tonnes », suscite l'indignation de l'éditorialiste de La Voix du Nord, Jean-Michel Bretonnier, déplorant que ce « personnage respecté à droite comme à gauche » tienne des propos qui résonnent « comme un gros bang dans le vide de la pensée », et pointant les risques de l'usage d'une « arme de guerre, avec un effet de recul considérable, utilisée dans une foule de trente mille personnes, contre un camion lancé à vive allure et zigzaguant ! C’est la douleur qui égare notre homme ».
Candidat à la primaire de la droite, Alain Juppé estime quant à lui que « l'attentat aurait pu être évité ». En réaction, François Hollande et plusieurs de ses ministres, dont Manuel Valls, se disent indignés. Des socialistes comme Gérard Sebaoun parlent de « vautours » pour évoquer ces attaques venues de la droite. Dans un communiqué publié sur le site du Front National, Marine Le Pen condamne l'attentat, adresse ses condoléances aux victimes et à leurs familles et désire vouloir prendre les « mesures de prévention et de répression, et […] éradiquer le fléau du fondamentalisme islamiste ».
Libération met en garde contre « la surenchère, l’hystérie démagogique et ultra-sécuritaire (qui) ne rendent service à personne », mettant en exergue les déclarations d'Henri Guaino pour qui un militaire avec un lance-roquettes aurait arrêté le camion, Frédéric Lefebvre qui demande l’état de siège et Nicolas Dupont-Aignan qui réclame l’expulsion systématique des étrangers condamnés au terme de leur peine. Jean-Marie Colombani, ancien directeur du journal Le Monde et cofondateur du journal numérique Slate.fr, dénonce des « réactions excessives » de la part de la classe politique en vue de l'élection présidentielle de 2017.

#### Polémiques entre la ville de Nice et l'État
Très rapidement après l'attentat, une vive polémique naît entre le député et ancien maire de Nice Christian Estrosi et le ministre de l'intérieur Bernard Cazeneuve sur les prérogatives respectives de l’État et de la Ville dans la surveillance des lieux publics le soir du 14 juillet ainsi que sur l'exploitation des images de vidéosurveillance pour les jours précédents l'événement. À la suite de diverses polémiques politiques et journalistiques, le ministère de l'intérieur décide de saisir l’inspection générale de la Police nationale (IGPN) afin de procéder « à une évaluation technique du dispositif de sécurité et d’ordre public tel qu’il a été conçu puis mis en œuvre à Nice dans la soirée du 14 juillet et dans la nuit qui a suivi », les conclusions de l'enquête devant être rendues la semaine suivante. Cette enquête concerne les deux barrages : le barrage de la rue Gambetta où la police municipale dévie la circulation, et le barrage situé au début de la promenade, rue Meyerbeer, à proximité de l’hôtel Westminster, où la police nationale assure la sécurité. Le rapport de « mission technique d'évaluation », rendu le 27 juillet 2016 par la directrice de l'IGPN Marie-France Moneger-Guyomarc'h, estime que le dispositif de sécurité « bâti sur la base d'une appréciation globale de la menace terroriste privilégiant l'hypothèse d'agresseurs piétons et armés s'en prenant à la foule », n'était « pas sous-dimensionné ».
La policière municipale responsable du centre de vidéosurveillance urbain (CSU) Sandra Bertin accuse — avec le soutien de Christian Estrosi — le ministère de l’intérieur d’avoir exercé des pressions sur elle, afin qu’elle modifie son rapport sur le déploiement des forces de l’ordre le soir du 14 juillet. Cependant, le procureur de la République de Nice annonce le classement sans suite du signalement pour « délit d’abus d’autorité » le 5 janvier 2017. La ville de Nice annonce vouloir déposer une nouvelle plainte avec constitution de partie civile sur les mêmes faits. La policière municipale doit être jugée le 7 juin 2017 par la 17e chambre du tribunal de grande instance de Paris pour diffamation envers le Ministre de l'intérieur,.
Le 23 décembre 2016, soit le jour même de la révélation par Mediapart des multiples repérages effectués par Mohamed Lahouaiej-Bouhlel (attestés par l’exploitation des images du CSU, alors qu'au lendemain des attentats de janvier 2015 Christian Estrosi se disait « à peu près convaincu que, si Paris avait été équipée du même réseau [de caméras] que [celui de Nice], les frères Kouachi n'auraient pas passé trois carrefours sans être neutralisés et interpellés »), la Ville de Nice et Christian Estrosi annoncent vouloir porter plainte pour diffamation.

#### Discorde entre la ville de Nice et le gouvernement
Dix jours après l'attentat, la responsable de la vidéosurveillance de la police municipale de Nice a déclaré au journal français Le Journal du Dimanche (JDD) qu'elle avait été poussée à modifier son rapport sur le déploiement de la police le soir de l'attentat et à supprimer des vidéos de surveillance.
La municipalité de Nice reproche au gouvernement de Paris de ne pas avoir mis à disposition suffisamment de forces de la police nationale, responsable de la sécurité publique.
Selon un article de presse, la Promenade, interdite à la circulation, aurait été "sécurisée" le soir de l'attentat par une seule voiture de la police municipale, principalement chargée de la régulation du trafic.
La police nationale ne serait pas intervenue sur la Promenade, contrairement à ce qu'a indiqué le ministre de l'Intérieur.
Le reste du temps, la circulation aurait été déviée par de simples barrières métalliques,.
Le ministre de l'Intérieur Bernard Cazeneuve a déposé une plainte pénale pour diffamation contre la responsable,,.
Le 21 septembre 2017, le procès de la policière s'est terminé par un acquittement.

#### Réactions des ecclésiastiques
Le président de la conférence épiscopale, Mgr Georges Pontier, archevêque de Marseille, appelle à la prière, à la solidarité et à l'unité, tout comme de nombreux évêques, parmi lesquels Mgr André Marceau, évêque de Nice.
Le 15 juillet 2016, deux cérémonies en hommage aux victimes se tiennent à Nice : une première à 18 h en l'église Saint-Pierre-d'Arène, une seconde à 18 h 30 à la cathédrale Sainte-Réparate, en présence de Nicolas Sarkozy, Christian Estrosi et Marion Maréchal-Le Pen. Une messe à l'intention des victimes est célébrée en la cathédrale Notre-Dame de Paris, le 17 juillet 2016, par Mgr Jachiet, évêque auxiliaire de Paris,.
Le recteur de la Grande mosquée de Paris, Dalil Boubakeur, a, de son côté, exprimé « son immense émotion et sa consternation » et a appelé « à l'unité de tous les citoyens dans cette nouvelle terrible épreuve qui endeuille toute la communauté nationale ». Celui de la Grande Mosquée de Nice a indiqué que trente victimes décédées étaient musulmanes. Lors de l'hommage rendu aux victimes le samedi 15 octobre 2016 à Nice, France 2 a indiqué que vingt-deux des victimes étaient de confession musulmane.

#### Réactions de spécialistes
Selon le politologue Gilles Kepel, sur France Inter, les Français sont immatures et le débat politique est 

« […] minable, pas du tout à la hauteur du défi. Notre classe politicienne est nulle face à cela, elle donne le sentiment de courir derrière l'événement, d'être intéressée surtout par ses chamailleries […] ; le logiciel de ce terrorisme-là n'a toujours pas été compris par le pouvoir politique, quel qu'il soit […]. On est dans une autre dimension, il ne s'agit pas de dire qu'on va faire appel à la réserve, tout le monde sait que les forces de l'armée et de la police sont épuisées. »

Pour lui, le personnel politique n'a pas les ressources morales et intellectuelles pour comprendre l'ennemi et son fonctionnement, et discerner son objectif déclaré d'épuisement des forces de l'ordre et de conditionnement à une logique de guerre civile.
Pour l'ancien directeur de la DST, Yves Bonnet, sur France 24, il est nécessaire de rétablir le service militaire en France, puisque les forces de l'ordre sont épuisées et que le besoin en effectif ne serait pas de vingt mille, mais de trois cent mille hommes, et de mettre en place des barrages routiers comme en Algérie pour pouvoir filtrer les véhicules terrestres à moteur et contrôler en particulier les camions. Pour Pierre Conesa, ancien haut fonctionnaire au ministère de la Défense, la France, après être montée en première ligne en Syrie et en Irak, se trouve à présent dans la même situation que lors de la guerre d'Algérie, face à une guerre qu'elle a, d'ores et déjà, politiquement perdue.

### Hommages

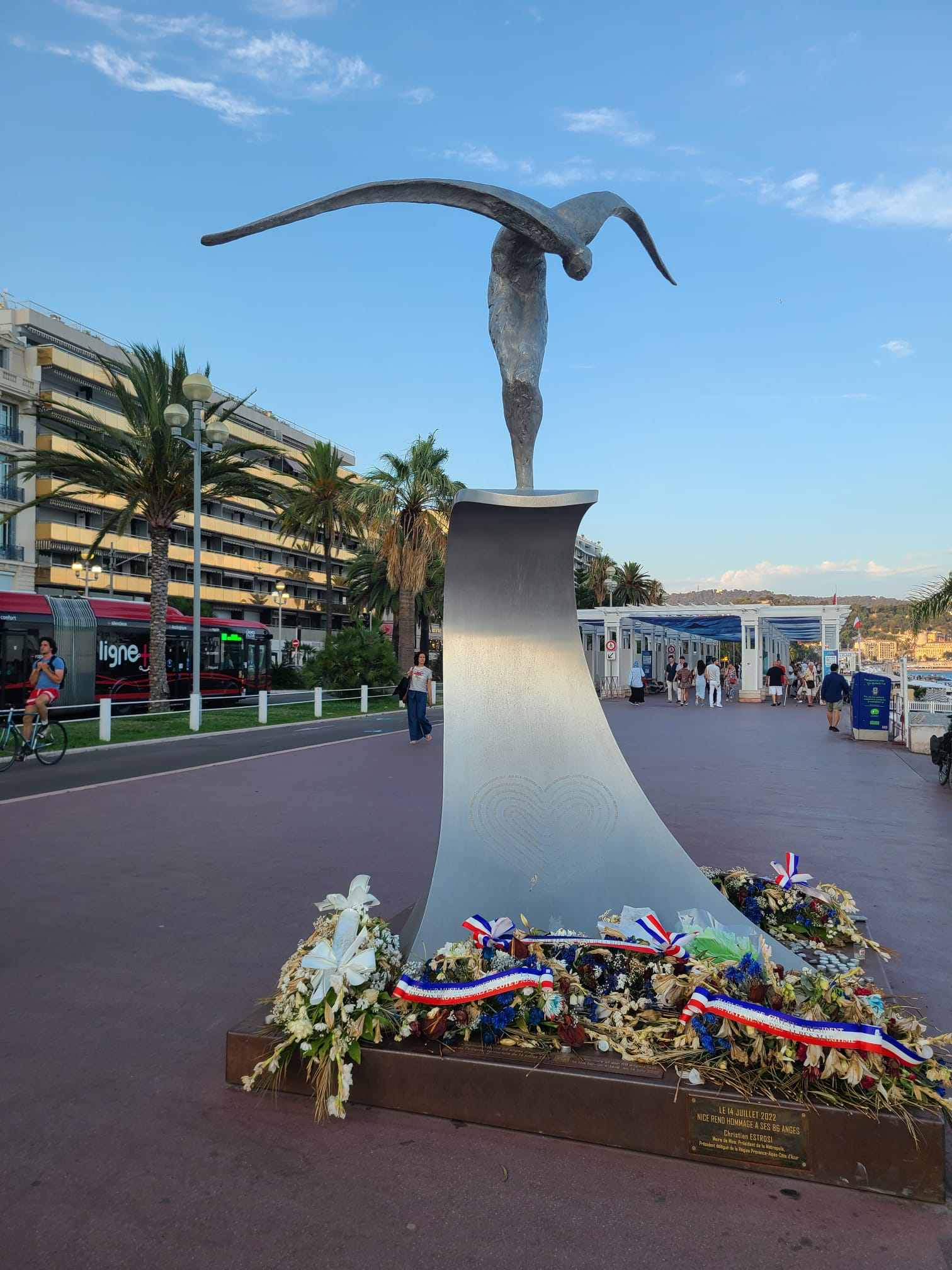
Monument commémoratif de l'attentat situé sur la Promenade des anglais à Nice.

Le 5 août 2016, un « rassemblement citoyen » en hommage aux victimes est organisé par les Niçois, après l’interdiction d’une manifestation.

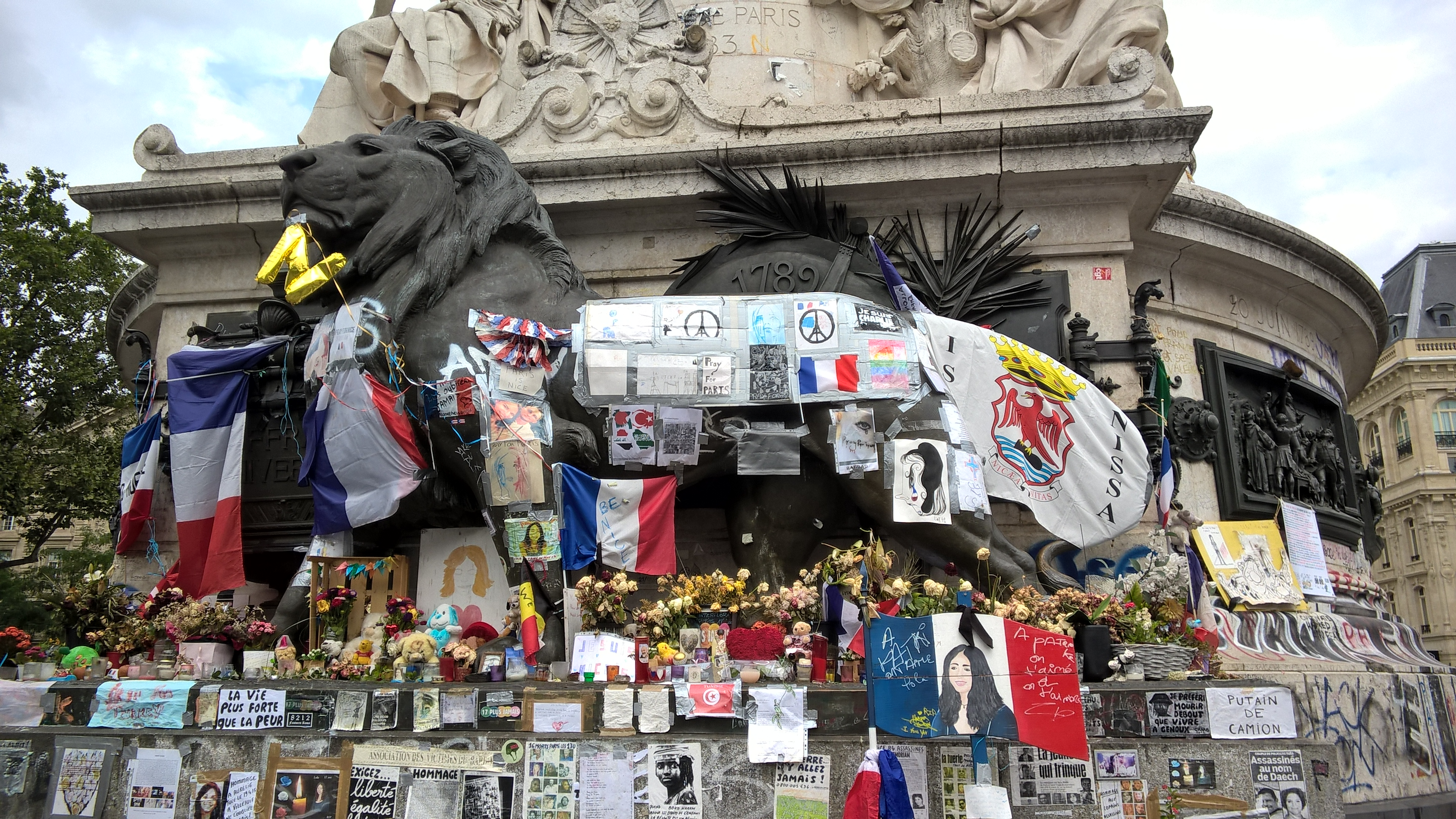
Plusieurs éléments d'hommage à l'attentat de Nice du 14 juillet 2016 sont présents sur le Monument à la République (Paris, 30 juillet 2016).

Un hommage national en présence du président de la République François Hollande est organisé à Nice. Prévu initialement le 14 octobre et reporté en raison des prévisions météorologiques, il a lieu le 15 octobre dans une ambiance tendue.
Cinq personnes sont faites chevalier de la Légion d'honneur en janvier 2017, dont Magali Cotton, policière en faction sur la promenade des Anglais. Après avoir vainement tenté une première fois d'arrêter le camion, la gardienne de la paix a couru pour rattraper le camion tout en essuyant des coups de feu du terroriste, puis elle a tiré, avec d'autres collègues. Sont également faits chevaliers Gaëtan Roy, policier de 32 ans, Pierre Binaud, un sapeur-pompier aux 36 ans de service, et deux « civils » : Alexandre Niguès, un grutier qui a pédalé vers le camion avant de s'accrocher à la portière pour freiner sa course, et Franck Terrier, « l'homme au scooter » qui a lui aussi risqué sa vie le 14 juillet. Dix-sept autres personnes impliquées dans les secours (policiers, pompiers, médecins…) sont également décorées de l'Ordre national du Mérite,.
Le 8 juin 2017, un monument temporaire a été inauguré sur la promenade des Anglais, dans les jardins de la villa Masséna, près de l’hôtel Negresco. C'est la fontaine utilisée lors de l’hommage national rendu le 14 octobre, où 86 roses avaient été déposées par des lycéens, surmontée d’un cœur formé par les noms des disparus, réalisé par le club de football de l’OGC Nice.
Le 14 juillet 2018, un hommage est rendu après un défilé militaire en présence du Premier ministre Édouard Philippe. Le soir, un concert est organisé avec l'Orchestre philharmonique de Nice et Patrick Fiori. Un lâcher de ballons et 86 faisceaux lumineux allumés le long de la promenade des Anglais viennent clore la cérémonie. Un feu d'artifice sera de nouveau organisé sur la promenade des Anglais à partir de 2019, mais le 15 juillet et non plus le 14.
Cinq ans après l'attentat, 86 colombes sont lâchées dans les jardins de la villa Massena, à proximité de la promenade des Anglais, devant environ 400 personnes, en majorité des victimes et familles de victimes en présence du premier ministre Jean Castex et du maire de Nice Christian Estrosi. Dans la soirée, à 22 h 34, 86 faisceaux lumineux blancs convergeant tous vers un même point ont été allumés face à la mer Méditerranée, en souvenir des victimes.

### Réactions internationales

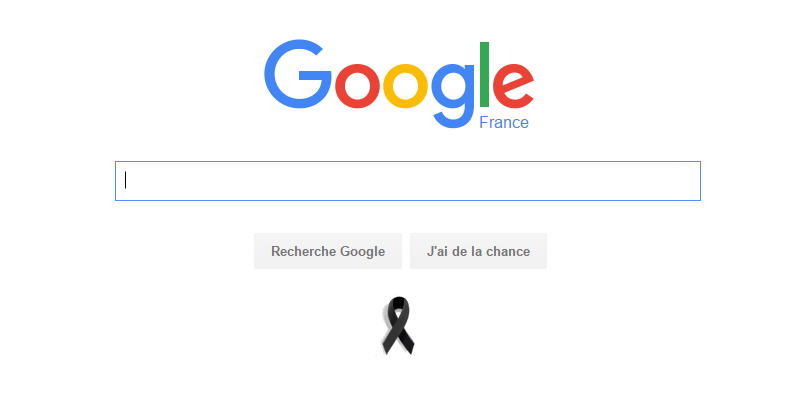
Page d'accueil de Google France les 15, 16 et 17 juillet 2016 en réaction à l'attentat.

Des comptes d'utilisateurs de Twitter affiliés à l'État islamique ont célébré l'attaque de Nice. Le hashtag #PortesOuvertes, déjà utilisé après les attentats de novembre 2015, est vite réapparu sur les réseaux sociaux pour pouvoir héberger les nombreuses victimes,,.
Certaines chaînes de la TNT ont ajouté un bandeau de deuil à leur logo ; quelques sites Web ont rendu hommage aux victimes de la tuerie, tels que Google ou YouTube.

### Tensions dans la population
Après les attentats, il est fait état dans la ville de Nice d'une libération de la parole raciste et d'altercations verbales,, ainsi que de provocations dans d'autres communes, comme des inscriptions menaçantes sur le mur de l’enceinte d'une mosquée de Bron.
Le climat est de nouveau alourdi en août avec une polémique dans plusieurs communes du sud de la France qui ont pris des mesures d'interdiction du port du burkini. L'arrêté municipal du maire de Nice est finalement suspendu le 28 août par le tribunal administratif, estimant qu’il constituait un abus de pouvoir en l’absence de risques avérés de troubles à l’ordre public.

### Traitement médiatique
En termes de diffusion d'images jugées choquantes et d'informations non ou peu sourcées, cet événement entraîne de la part de certains médias ce qu'une autre partie de la presse ou le CSA considèrent comme des dérives, telles la diffusion par LCI des « photos trash, témoignages inutiles de personnes totalement déboussolées […], des personnes qui ont clairement besoin d'aide psychologique plutôt que d'une interview par téléphone », la propagation d'une rumeur infondée de prise d'otages ou encore l'attitude de journalistes de France 2 qui interrogent un homme à côté du cadavre de son épouse.
La direction de l'information de France Télévisions présentera ses excuses pour cette diffusion d'« images brutales ». Le CSA appelle « les télévisions et les radios à la prudence et à la retenue ». Le compte Twitter de WikiLeaks intègre à son fil une vidéo filmée sur la promenade des Anglais par un homme qui avance au milieu des corps sans vie et des flaques de sang et des cris des vivants.
Dans les jours qui suivent l'attentat, le CSA reçoit 430 signalements pour des images jugées choquantes. Il décide de saisir un rapporteur indépendant pour déterminer si des sanctions doivent être prises à l'encontre de France 2. Aucune mesure n'est prise contre les autres chaînes.

### Conséquences pour l'industrie touristique et culturelle
Nice est la deuxième ville touristique du pays qui accueille chaque année quatre millions de visiteurs. Selon l’office de tourisme de la ville, elle représente à elle seule 40 % des flux touristiques de la côte d'Azur et capte 1,5 milliard d'euros de retombées économiques chaque année. Selon Roger Marion, ancien chef de la division nationale anti-terroriste, « le véritable objectif des terroristes aujourd'hui, c'est d'attaquer des cibles qui constituent des nœuds économiques, de s'attaquer au tourisme ». La ville va devoir faire face à des difficultés dans son secteur touristique. À long terme, une part des cent cinquante mille emplois touristiques de la région pourrait être menacée.
Le concert de Rihanna qui devait avoir lieu au stade Allianz Riviera de Nice le lendemain est annulé. Plusieurs évènements estivaux sont annulés à Paris. L'édition 2016 de la braderie de Lille, des championnats d'Europe de cyclisme sur route à Nice et plusieurs feux d'artifice du 14 juillet, du 15 ou 16 août sont également annulés.
La sortie française du jeu Pokémon Go, initialement prévue pour le 15 juillet, est repoussée à la fin de semaine suivante par respect pour les victimes et pour limiter les risques liés à la formation d'attroupements spontanés dans l'espace public.
Le film Bastille Day, sorti le 13 juillet dans deux cent trente salles en France, est retiré à partir du 16 juillet du fait de certaines similitudes du scénario avec l'attentat,.

## Procès
Le procès des huit personnes suspectées d’avoir aidé Mohamed Lahouaiej-Bouhlel a lieu à Paris du 5 septembre au 13 décembre 2022. Celui-ci rassemble initialement plus de 865 parties civiles, dont de nombreuses associations d'aide aux victimes. Durant toute la durée du procès, ce nombre n'a cessé de croitre jusqu'à atteindre 2 542 personnes.
Le 13 décembre 2022, la cour d’assises spéciale de Paris condamne à des peines de 18 ans de prison les deux principaux accusés de l'attentat du 14 juillet 2016 à Nice, Chokri Chafroud et Mohamed Ghraieb, déclarés complices du terroriste abattu Mohamed Lahouaiej Bouhlel. Accusé de lui avoir fourni une arme de poing, Ramzi Arefa est condamné à 12 ans. Les cinq autres accusés, impliqués dans la fourniture de l’arme, sont condamnés à des peines allant de 2 à 8 ans de prison, au delà des réquisitions du parquet national antiterroriste.
Mohamed Ghraieb et Chokri Chafroud ont été reconnus coupables d'association de malfaiteurs terroriste tandis que Ramzi Arefa a simplement été reconnu coupable d'association de malfaiteurs. Les cinq autres accusés ont été reconnus coupables de trafic d'armes ou d'association de malfaiteurs, sans qualification terroriste. La cour a prononcé les peines suivantes à l'égard de, :
| Nom             | Faits matériels | Peine |
| --------------- | --- | --- |
| Mohamed Ghraieb | Proche de Mohamed Lahouaiej-Bouhlel, associé aux recherches pour la location du camion. | 18 ans de prison, inscription au fichier judiciaire national automatisé des auteurs d’infraction terroristes.                                                   |
| Chokri Chafroud | Proche de Mohamed Lahouaiej-Bouhlel ; a recherché une arme demandée par le terroriste. Il apparaît sur des images de vidéosurveillance en train de monter dans le camion de l'attentat.                         | 18 ans de prison, interdiction définitive du territoire français et inscription au fichier judiciaire national automatisé des auteurs d’infraction terroristes. |
| Ramzi Arefa     | Proche de Mohamed Lahouaiej-Bouhlel, intermédiaire avec un fournisseur d’armes : Artan Henaj. | 12 ans de prison en récidive légale, interdiction de détenir ou porter une arme pendant 15 ans et confiscation des scellés.                                     |
| Artan Henaj     | Fournisseur de l'arme. | 8 ans de prison, interdiction définitive du territoire français, interdiction de détenir ou porter une arme pendant 15 ans et confiscation des scellés.         |
| Enkeledja Zace  | Traductrice lors d'une transaction d'armes. La justice lui reproche aussi d'avoir emballé et nettoyé une Kalachnikov.                                                                                           | 5 ans de prison dont 2 ans avec sursis, interdiction de détenir ou porter une arme pendant 15 ans et confiscation des scellés.                                  |
| Endri Elezi     | A fourni une arme à feu. | 3 ans de prison, interdiction définitive du territoire français, interdiction de détenir ou porter une arme pendant 15 ans.                                     |
| Maksim Celaj    | Est allé chercher le 13 juillet 2016 un sac contenant un fusil d'assaut à la demande de son cousin Artan Henaj.                                                                                                 | 3 ans de prison, interdiction définitive du territoire français, interdiction de détenir ou porter une arme pendant 15 ans.                                     |
| Brahim Tritrou  | Jugé en son absence, détenu en Tunisie où il fait l'objet d'une procédure judiciaire de nature terroriste après un mandat d'arrêt émis par les autorités françaises. Intermédiaire avec un fournisseur d'armes. | 2 ans de prison, interdiction définitive du territoire français, interdiction de détenir ou porter une arme pendant 15 ans.                                     |

Le 26 décembre 2022, les deux principaux condamnés Mohamed Ghraieb et Chokri Chafroud font appel de leur condamnation.
Après trois mois de procès s'ouvre l'audience civile, les 3, 4 et 5 janvier 2023, qui devra statuer sur les conditions de recevabilité des parties civiles de l'attentat. En effet, selon le parquet national antiterroriste, les demandes des primo-intervenants[Qui ?] et des personnes sur la plage, aux terrasses des restaurants et dans les rues adjacentes pourraient être jugées irrecevables puisqu'ils n'ont pas été directement confrontés au danger du camion malgré les nombreuses visions d'horreur,[Passage à actualiser].

## Affaire des prélèvements d’organes
Peu après l’attentat, des autopsies sont pratiquées sur quatorze victimes, parmi lesquelles quatre enfants (de 4 ans, 6 ans, 10 ans et 12 ans). Lors de ces opérations, 173 organes (encéphales, cœurs, poumons, utérus…) sont prélevés par l’Institut médicolégal de Nice, dirigé par le professeur Gérald Quatrehomme, pour d’éventuels besoins ultérieurs de l’enquête. (La médecine de greffe ne participe pas aux opérations, d’autant qu’aucune victime n’est en état de mort cérébrale.) La quinzaine d’organes prélevés sur chaque victime est mise sous scellés, mais aucune famille n’en est informée. C’est en étudiant les procès-verbaux du dossier, transmis par le Parquet de Paris (le Parquet national antiterroriste ne sera créé qu’en 2019), qu’une famille découvre ces prélèvements. Plusieurs familles concernées n’apprendront ces faits que pendant les audiences du procès d’Assises en 2022, six ans plus tard.
La levée des scellés reléguant ces organes au statut de déchets anatomiques, voués à la destruction, familles et associations de victimes profitent du procès en première instance pour demander des comptes à la justice. Pourquoi n’a-t-il pas été possible d’inhumer les défunts dans leur intégrité ? Pourquoi les organes ont-ils prélevés en entier ? Pourquoi y a-t-il eu un défaut d’information auprès des familles?
Cité comme témoin, le procureur de la République François Molins évoque à la barre un excès de zèle de la part de l’IML de Nice,. Il qualifie de légitime la demande des familles de récupérer les organes, avec identification par des tests génétiques si elles le souhaitent. En effet, étant donné les nombreuses incohérences entre les procès-verbaux de mises sous scellés et les rapports d'autopsie quant à la liste des organes prélevés, plusieurs familles ont réclamé la preuve formelle par ADN que les organes restitués aux fins d'inhumation seront bien ceux de leur défunt. Le Président du tribunal ordonne la restitution des organes.
Un an et demi plus tard, les tests ADN révèlent aux cinq familles demandeuses que les organes, pourtant sous scellés, n’ont pas été conservés correctement. Non seulement aucun ADN n’est identifiable, mais la plupart des organes ne sont plus différenciables les uns des autres, d’un point de vue anatomique.
La loi du 26 décembre 2023 est évoquée, qui autorise à restituer les restes humains conservés dans les musées, au nom de soin apporté aux morts comme marqueur de l’Humanité.
Plusieurs familles décident de procéder à l’inhumation des restes qui leur sont proposés, six à huit ans après l’attentat. L'association de victimes Promenade des Anges - 14 juillet 2016, par le biais de son avocat Maître Virginie Le Roy, assigne l'État en responsabilité pour faute lourde, du fait des nombreux dysfonctionnements portant atteinte à l’intégrité des défunts et du défaut d’information aux familles.

## Postérité
- Au cinéma en 2024 : l'attentat de Nice est mentionné au cours d'une scène dans le long-métrage Que notre joie demeure de Cheyenne Carron[235] avant de faire l'objet d'un court-métrage dramatique intitulé Un Coup de Blues[236], réalisé par Timothée Vaganay, disponible en accès libre sur la plateforme Youtube.